# جوي غوتيرز
جوي غوتيرز (بالإنجليزية: Joey Gutierrez)‏ هو كاتب سيناريو ومنتج تلفزيوني أمريكي، ولد في 1963 في كالوميت سيتي في الولايات المتحدة.

## وصلات خارجية
- جوي غوتيرز على موقع IMDb (الإنجليزية)
- جوي غوتيرز على موقع ألو سيني (الفرنسية)
- جوي غوتيرز على موقع أول موفي (الإنجليزية)
- جوي غوتيرز على موقع قاعدة بيانات الفيلم (الإنجليزية)
- جوي غوتيرز على موقع كينوبويسك (الروسية)